# Red Rose White Rose
Pour plus de détails, voir Fiche technique et Distribution.
Red Rose White Rose (紅玫瑰白玫瑰, Hong mei gui bai mei gui) est un film hongkongais réalisé par Stanley Kwan, sorti en 1994.

## Synopsis
C'est l'histoire d'un homme qui avait la réputation de "Liu Xiahui" et qui avait rencontré sa femme de la vieille école.

## Fiche technique
- Titre original : 紅玫瑰白玫瑰, Hong mei gui bai mei gui
- Titre français : Red Rose White Rose
- Réalisation : Stanley Kwan
- Scénario : Edward Lam d'après le roman d'Eileen Chang
- Photographie : Christopher Doyle
- Pays d'origine : Hong Kong
- Format : Couleurs - 35 mm - 1,85:1 - Dolby
- Genre : drame
- Durée : 110 minutes
- Date de sortie : 1994

## Distribution
- Joan Chen : Wang Jiao-rui
- Veronica Yip : Meng Yan-li
- Winston Chao : Tong Zhen-bao
- Zhao Chang : Tung Tu-bao
- Shi Ge : Rose
- Shen Hua : monsieur Chang
- Shen Tong Hua : Wang Ze Hong
- Shen Fan Qi : Wei Ying
- Yanyu Lin : Wu Ma
- Sabine Bail : Purple Rose